# ОФК Шапине
ОФК Шапине је српски фудбалски клуб из Шапина, општина Мало Црниће, и тренутно се такмичи у Српској лиги Запад, трећем такмичарском нивоу српског фудбала. Клуб је основан 1936. године. Боје клуба су плава и бела.

## Новија историја
Клуб је у сезони 2012/13. заузео прво место у Зони Дунав и пласирао се у виши ранг, Српску лигу Запад. У првој сезони у трећелигашком друштву Шапине су заузеле пето место, aли су на крају сезоне одлучили да напусте такмичење и преселе се два ранга ниже. За само две сезоне опет су се вратили у Српску лигу, након што су у сезони 2014/15 освојили прво место у Браничевској окружној лиги и 2015/16 прво место у Зони Дунав.

## Новији резултати
| Сезона   | Ранг | Лига                     | Позиција | ИГ | Д  | Н  | П | ГД | ГП | ГР  | Бод | Куп                  |
| -------- | ---- | ------------------------ | -------- | -- | -- | -- | - | -- | -- | --- | --- | -------------------- |
| 2007/08. | 5    | Браничевски округ        | 2.       | 30 | 19 | 2  | 9 | 93 | 52 | +41 | 59  | Није се квалификовао |
| 2008/09. | 5    | Браничевски округ        | 1.       | 30 | 25 | 1  | 4 | 99 | 29 | +70 | 76  | Није се квалификовао |
| 2009/10. | 4    | Зона Дунав               | 3.       | 30 | 18 | 4  | 8 | 67 | 49 | +18 | 58  | Није се квалификовао |
| 2010/11. | 4    | Зона Дунав               | 2.       | 30 | 24 | 2  | 4 | 70 | 16 | +54 | 74  | Није се квалификовао |
| 2011/12. | 5    | Браничевска окружна лига | 1.       | 30 | 24 | 4  | 2 | 93 | 29 | +64 | 76  | Није се квалификовао |
| 2012/13. | 4    | Зона Дунав               | 1.       | 28 | 25 | 0  | 3 | 63 | 29 | +34 | 75  | Није се квалификовао |
| 2013/14. | 3    | Српска лига Запад        | 5.       | 30 | 13 | 10 | 7 | 44 | 29 | +15 | 49  | Није се квалификовао |
| 2014/15. | 5    | Браничевска окружна лига | 1.       | 32 | 23 | 2  | 7 | 96 | 39 | +57 | 71  | Није се квалификовао |
| 2015/16. | 4    | Зона Дунав               | 1.       | 28 | 18 | 5  | 5 | 68 | 30 | +38 | 59  | Није се квалификовао |
| 2016/17. | 3    | Српска лига Запад        | -        | -  | -  | -  | - | -  | -  | -   | -   | Није се квалификовао |